# 426 Hipo
426 Hipo (mednarodno ime je 426 Hippo) je asteroid tipa F (po Tholenu) v glavnem asteroidnem pasu.

## Odkritje
Asteroid je odkril francoski astronom A. Charlois ( 1864 – 1910) 25. avgusta 1897 v Nici. Imenuje se po starodavnem mestu Hippo Regius (sedaj je to Annaba, Alžirija)

## Lastnosti
Asteroid Hipo obkroži Sonce v 4,92 letih. Njegova tirnica ima izsrednost 0,103, nagnjena pa je za 19,508° proti ekliptiki. Njegov premer je 127,10 km, okoli svoje osi se zavrti v 34,3 urah .